# Rapiños de Occidente
Los Rapiños de Occidente, fue un club venezolano de béisbol que jugó desde 1957 hasta 1963 en la Liga Occidental de Béisbol Profesional (Zulia), y posteriormente en la Liga Venezolana de Béisbol Profesional. Jugaban sus partidos como local en el Estadio Olímpico de Maracaibo.
Los Rapiños fueron el equipo más exitoso durante 10 años de existencia de la liga occidental. En la temporada de 1957-58 entraron a la LVBP como reemplazo del desaparecido Gavilanes de Maracaibo. El 3 de diciembre de 1963, debido a problemas económicos y conflictos internos, un mes después de empezar la temporada 1963-64, el equipo sale de la liga, dejando un récord de 6-13. Durante su andar en la liga, consiguieron dos subcampeonatos.